# Romantic
A Romantic egy magyar könnyűzenei együttes. Tagjai roma származásúak, akik zenéjükben párosítják a cigány folklórt a mai modern tánczenei elemekkel.
Az együttes alapítója Gáspár Győző, aki a fővárosba költözvén Csepregi Éva mellett tanult.
Az együttes 2000 márciusában alakult Budapesten. Az első felállás tagjai: Gáspár Győző (Győzike), Kunovics Katinka és Jónás Andrea. Az első nagylemez 2000 nyarán jelent meg Romantic címmel, 2000 szeptemberében a Petőfi Csarnokban Enrique Iglesias előzenekaraként léptek fel. 2001 tavaszán Jónás Andrea kivált a csapatból, helyére Völgyi Zsuzsa került, aki azelőtt a Moulin Rouge-ban énekelt. 2001 júliusában meghívást kaptak az Egyesült Államokba egy latin fesztiválra, de az Amerikai Nagykövetségen elutasították a vízum iránti kérvényüket, majd a médiának köszönhetően újabb elbeszélgetésre hívták be őket, és ezt követően mindannyian megkapták a vízumot, ám végül a 2001. szeptember 11-ei terrortámadás miatt lemondták az amerikai utat. 2006 áprilisában a lányok a Győzike-show miatt megváltak Győzikétől, ezzel a csapat tulajdonképpen megszűnt. 2009-ben az együttes újra összeállt annyi változással, hogy Völgyi Zsuzsa helyett Toldi Anna került a csapatba. 2015-ben immáron az eredeti felállással: Kunovics Katinkával, Völgyi Zsuzsával és Gáspár Győzővel folytatódott újra a Romantic.

## Albumok
- 2000 – Romantic (Universal-Zebra)
- 2001 – Nap, Hold, csillagok (Universal-Zebra)
- 2002 – A kelet fényei (Universal-Zebra)
- 2004 – A szerelem hajnalán (Universal-Zebra)
- 2005 – A legszebb dalok (Universal)
- 2006 – Kell ez a nő (Artofonic)

## Külső hivatkozások
- Gáspár Győző újra a Romantic-kal büntet
- A Romantic együttessel kapcsolatos cikkek